# Taharana bifasciata
Taharana bifasciata är en insektsart som beskrevs av Zhang 1990. Taharana bifasciata ingår i släktet Taharana och familjen dvärgstritar. Inga underarter finns listade i Catalogue of Life.